# تيزي تخاثا (أغبال)
تيزي تخاثا هي إحدى مشيخات المملكة المغربية، تتبع جغرافيا لإقليم بركان وإداريًا لأغبال. يقدر عدد سكانها بـ 5555 نسمة حسب الإحصاء الرسمي للسكان والسكنى لسنة 2004.